# 2009 en Corée
Chronologie de l'Asie
2007 en Corée - 2008 en Corée - 2009 en Corée - 2010 en Corée - 2011 en Corée
2007 par pays en Asie - 2008 par pays en Asie - 2009 par pays en Asie - 2010 par pays en Asie - 2011 par pays en Asie

## Corée du Nord

### Janvier 2009
- Jeudi 8 janvier 2009 : Le dictateur Kim Jong-il choisit dans une directive son troisième fils « Kim Jong-un comme son successeur à la tête du Parti des travailleurs »[1].
- Mardi 13 janvier 2009 : Négociations entre les deux Corée sur l'achat par la Corée du Sud des éléments non utilisés provenant du réacteur atomique désactivé par Pyongyang en particulier les crayons de combustible non utilisés provenant du complexe nucléaire de Yongbyon que les autorités nord-coréennes ont entrepris de démanteler en vertu d'un accord international et en échange d'aide humanitaire.
- Samedi 17 janvier 2009 :
  - Selon le ministère de la Défense, la Corée du Nord pourrait conserver sa capacité nucléaire : « Même si les relations diplomatiques entre la République démocratique populaire de Corée et les États-Unis sont normalisées, notre statut de puissance nucléaire ne changera pas tant que la menace nucléaire américaine persiste, même au plus faible degré ».
  - La Corée du Nord avertit qu'elle adoptera « une attitude de confrontation générale » contre la Corée du Sud en cas d'intrusion de navires sud-coréens dans la zone disputée de la mer Jaune.
- Vendredi 23 janvier 2009 : Le leader nord-coréen Kim Jong-il, fait son grand retour sur la scène diplomatique, 5 mois après son attaque cérébrale et quelques jours après l'investiture du nouveau président américain Barack Obama. il déclare que son pays souhaite une dénucléarisation de la péninsule coréenne, se disant prêt à œuvrer avec la Chine pour faire progresser les négociations sur le démantèlement du programme d'armement nucléaire nord-coréen.
- Jeudi 29 janvier 2009 : La Corée du Nord accuse la Corée du Sud de conduire les deux pays « au seuil d'une guerre » et décide à travers la Commission nord-coréenne pour la réunification pacifique de la Corée, d'annuler toutes les dispositions visant à mettre fin aux confrontations politiques et militaires, y compris celles qui concernent la frontière maritime entre les deux pays en mer Jaune, une zone zone disputée qui avait été le théâtre d'affrontements meurtriers en 1999 et en 2002.

### Février 2009
- Mercredi 18 février 2009 : Selon le quotidien sud-coréen Dong-A Ilbo la Corée du Nord continue de développer clandestinement un programme nucléaire à base d'uranium enrichi malgré ses dénégations. Les services secrets sud-coréens et américains auraient recueillis  des informations sur l'existence d'une usine qui servirait à fabriquer des bombes à base d'uranium hautement enrichi dans le district de Yongbyon, au nord de la capitale, Pyongyang. Le journal ne donne cependant aucune précision sur le degré de technologie atteint et le niveau de production de l'usine.

### Mars 2009
- Mardi 17 mars 2009 : Deux journalistes de télévision américaine sont interpellées par l'armée nord-coréenne le long de la frontière entre la Corée du Nord et la Chine. L'Américano-coréenne Euna Lee et la Sino-américaine Laura Ling travaillent toutes deux pour la chaîne californienne Current TV.
- Samedi 21 mars 2009 : La Corée du Nord a rétabli les liaisons téléphoniques militaires frontalières avec la Corée du Sud et sa frontière aux Sud-Coréens se rendant dans le parc industriel frontalier de Kaesong. Pyongyang avait coupé ces liaisons en réaction à des manœuvres militaires conjointes de 11 jours entre les États-unis et leur allié sud-coréen qui se sont achevées la semaine dernière.
- Mardi 31 mars 2009 : La Corée du Nord a placé en alerte ses forces armées d'active et de réserve avant le lancement d'un présumé « satellite de télécommunications ».

### Avril 2009
- Dimanche 5 avril 2009 :
  - Selon l'armée américaine, la Corée du Nord a échoué à placer son satellite en orbite, affirmant que « l'engin a atterri dans l'océan Pacifique », contrairement à ce que la Corée du Nord assure. La Corée du Nord a décrit la fusée — un missile Taepodong-2 à trois étages d'une portée estimée à 6 700 km — comme un simple lanceur de satellite.
  - Au Conseil de sécurité de l'ONU, qui s'est réuni dimanche, la Russie et la Chine se sont opposées aux Occidentaux qui ont préconisé une condamnation ferme du tir nord-coréen, au motif qu'il viole la résolution 1718 d'octobre 2006 interdisant au régime communiste de Pyongyang d'effectuer des essais nucléaires ou des tirs de missiles.
- Mercredi 8 avril 2009 :
  - Le ministre russe des Affaires étrangères, Sergueï Lavrov, annonce que la Russie s'oppose à des sanctions contre la Corée du Nord après le lancement par Pyongyang d'une fusée, les jugeant « contreproductives ».
  - Le ministère des Affaires étrangères annonce que la Corée du Nord allait quitter les négociations à six (Chine, Corées, États-Unis, Japon et Russie) sur sa dénucléarisation, en réaction à la condamnation par le Conseil de sécurité de l'ONU de son récent tir de fusée, qu'elle affirme avoir été l'envoi dans l'espace d'un satellite de communication. Le ministère des Affaires estime que « les discussions à six n'ont plus de raison d'être » et que la Corée du Nord allait « prendre les mesures nécessaires pour redémarrer nos installations nucléaires ». De ce fait, elle informe l'Agence internationale de l'énergie atomique qu'elle cessait « immédiatement » toute coopération avec l'agence, demandant l'enlèvement définitif « de tous les équipements de surveillance » et annonce que « l'accès des inspecteurs de l'AIEA à l'établissement ne sera plus autorisé » et qu'ils devaient « quitter la RDC le plus tôt possible »[2],[3].
- Mercredi 15 avril 2009 :
  - Les inspecteurs de l'AIEA ont quitté le site nucléaire de Yongbyon à la suite de leur expulsion et se trouvent regroupés à Pyongyang avant le départ : « les inspecteurs ont retiré les scellés et tourné les caméras de surveillance vers les murs ».
  - La Corée du Nord célèbre la naissance de son fondateur Kim-Il song, proclamé « président pour l'éternité » à sa mort en 1994, et  père de l'actuel dirigeant Kim Jong-il, « dans une ambiance festive », dite la « fête du Soleil ». Des rations alimentaires supplémentaires sont distribuées à la population, et les enfants ont reçu quelques bonbons.
- Lundi 20 avril 2009 : Lors de la conférence de trois jours organisée par l'AIEA à Pékin rassemblant des responsables de plus de 60 pays, comme leurs ministres de l'Énergie, pour discuter de l'avenir du nucléaire civil, l'Agence chinoise de l'énergie atomique réfute avoir jamais aidé la Corée du Nord à développer ses programmes nucléaires.
- Samedi 25 avril 2009 : Le ministère des Affaires étrangères annonce la reprise du retraitement de barres de combustible nucléaire provenant d'un réacteur expérimental.

### Mai 2009
- Jeudi 14 mai 2009 : Les deux journalistes américaines, Laura Ling et Euna Lee,  détenues depuis le 17 mars à proximité de la frontière chinoise devraient être jugées le 4 juin prochain et seraient poursuivies pour entrée illégale en Corée du Nord et « actes hostiles ». Ces deux journalistes travaillent pour la chaîne de télévision Current TV de San Francisco, fondée par le vice-président Al Gore, et enquêtaient sur les réfugiés nord-coréens qui vivent en Chine.
- Lundi 25 mai 2009 : La presse officielle annonce le tir « avec succès » d'un essai nucléaire souterrain en réaction à une condamnation de l'ONU pour un tir de fusée. Début d'une semaine d'exercices d'avions de combat militaires le long de la frontière entre les deux Corée.
- Mardi 26 mai 2009 : La Corée du Nord annonce avoir testé le tir de deux nouveaux missiles de courte portée (130 km).
- Mercredi 27 mai 2009 :
  - Des satellites-espions américains ont détecté des signes indiquant que la Corée du Nord a relancé l'activité de sa centrale nucléaire.
  - La Corée du Nord a procédé à un nouveau tir de missile de courte-portée (130 km) dans la mer Jaune.
  - La Corée du Nord menace la Corée du Sud d'une réponse militaire après l'adhésion de cette dernière, mardi, à l'Initiative de sécurité anti-prolifération et affirme n'être plus liée par l'armistice de 1953 ayant mis fin à la guerre de Corée : « Tout acte hostile envers notre république, notamment le fait de stopper ou de perquisitionner nos navires […] donnera lieu à une réponse militaire forte et immédiate […] Notre armée ne sera plus liée par l'accord d'armistice dans la mesure où les États-Unis ont fait entrer les pantins au sein du PSI […] la péninsule coréenne va revenir à un état de guerre »[4].

- Jeudi 28 mai 2009 :
  - Le ministère des Affaires étrangères russe annonce son opposition au « langage des sanctions » sur le dossier nord-coréen et appelle à la « patience », 3 jours après un nouvel essai nucléaire en Corée du Nord. Cette déclaration intervient alors que le Conseil de sécurité de l'ONU prépare une résolution pour répondre à l'essai nucléaire nord-coréen de lundi, le deuxième après celui de 2006.
  - Deux yachts de luxe construits par la société italienne Azimut-Benetti, payés 12,5 millions d'euros et destinés au dictateur Kim Jong-il, ont été saisis par les autorités italiennes, « car ils violent la réglementation communautaire et internationale basée sur les résolutions de l'ONU qui interdit l'exportation de bien de luxe dans ce pays »[5].

- Vendredi 29 mai 2009 :
  - La Corée du Nord réagit à sa condamnation par le Conseil de sécurité de l'ONU pour son essai nucléaire de lundi et prévient que des sanctions de l'ONU entraîneraient des mesures de « légitime défense ».
  - La Corée du Nord a procédé à un nouveau tir de missile à courte portée (130 km), le sixième au large de sa côte orientale (mer du Japon).

### Juin 2009
- Mardi 2 juin 2009 :
  - Le dirigeant Kim Jong-il, dont l'état de santé fait l'objet de spéculations, a désigné son nouveau son troisième, fils Kim Jong-un (24 ans), pour lui succéder[6].
  - Selon la Corée du Sud, la Corée du Nord prépare le tir de plusieurs missiles à moyenne portée, « au moins trois missiles » sont apparemment en cours de préparation sur une base de l'arrondissement d'Anbyon, dans la province de Kangwon, à environ 100 km au nord-est de Séoul. La Corée du Nord pourrait tirer un missile Rodong, d'une portée de 1 300 km ou un nouveau missile à moyenne portée, d'un rayon d'action de 3 000 km[7].

- Jeudi 4 juin 2009 : Ouverture du procès de deux journalistes américaines — L'Américano-Coréenne Euna Lee et la Sino-Américaine Laura Ling — détenues en Corée du Nord, qui risquent d'être envoyées en camp de travail. Travaillant toutes deux pour la chaîne de télévision californienne Current TV, elles avaient été arrêtées le 17 mars pour avoir, selon Pyongyang, pénétré illégalement sur le territoire nord-coréen.

- Vendredi 5 juin 2009 : La secrétaire d'État américaine, Hillary Clinton, appelle la Corée du Nord à libérer les deux journalistes américaines et « à leur permettre de rentrer à la maison dès que possible ».

- Dimanche 7 juin 2009 : Kim Jong-nam (37 ans), le fils aîné de Kim Jong-il confirme que son frère cadet, âgé de 26 ans, allait succéder à leur père à la tête du régime communiste.

- Lundi 8 juin 2009 : Les deux journalistes américaines détenues pour être entrées « illégalement » dans le pays sont condamnées à 12 ans de travaux forcés chacune.

- Mercredi 10 juin 2009 : Les sept pays chargés du dossier nord-coréen à l'ONU sont parvenus à un accord sur les termes d'une résolution du Conseil de sécurité sanctionnant Pyongyang pour son récent essai nucléaire.

- Samedi 13 juin 2009 : La Corée du Nord annonce qu'elle allait procéder à l'enrichissement d'uranium et utiliser son plutonium à des fins militaires, alors que le Conseil de sécurité de l'ONU vient d'alourdir les sanctions en réponse à son essai nucléaire du 25 mai.

- Mercredi 17 juin 2009 : La Corée du Nord commence à vider en hâte ses comptes bancaires étrangers afin d'en prévenir le gel dans le cadre du renforcement des sanctions onusiennes contre le régime. Selon la Corée du Sud, ces comptes sont soupçonnés de servir à des transactions délictueuses liées au blanchiment ou la contrefaçon.

- Vendredi 19 juin 2009 : Selon la presse sud-coréenne, la Corée du Nord tente d'importer depuis la Chine des équipements médicaux coûteux et sous embargo depuis les sanctions de 2006 contre le Nord. Ces équipements seraient destinés au dictateur Kim Jong-il (67 ans), dont l'état de santé se dégrade rapidement depuis l'attaque cérébrale dont il a été victime en août dernier.

- Lundi 22 juin 2009 :
  - La tension s'accroît autour d'un navire nord-coréen, le « Kang Nam 1 », que la marine américaine soupçonne de transporter une cargaison liée au programme nord-coréen de missiles, en destination de la Birmanie. Le Rodong Sinmun, organe du parti communiste nord-coréen, dénonce comme « irresponsable » le fait que les navires américains pourraient stopper et fouiller les cargos nord-coréens[8].
  - Le nouvel essai, suivi de plusieurs tirs de missiles, a été condamné par le Conseil de sécurité de l'ONU qui a imposé de nouvelles sanctions au régime de Kim Jong-il, également suspecté de préparer un nouveau tir de missile à longue portée. Le président américain Barack Obama a affirmé que son administration était « préparée à toutes les éventualités », depuis le lancement le 5 avril, d'une fusée à longue portée Taepodong-2 qui a survolé le nord du Japon avant de s'abîmer dans le Pacifique.

- Jeudi 25 juin 2009 : La Corée du Nord a mis en garde contre de « sombres nuages de guerre nucléaire » s’amoncelant au-dessus de la péninsule coréenne et a promis de renforcer son arsenal nucléaire, à l'occasion de l'anniversaire du déclenchement de la guerre de Corée (1950/1953). Selon le Rodong Sinmun, organe du parti communiste, une guerre pourrait éclater à tout moment et le Nord continuera de ce fait à renforcer son arsenal nucléaire.

### Juillet 2009
- Mercredi 1er juillet 2009 : Selon le Programme alimentaire mondial, la situation alimentaire est critique, particulièrement pour les enfants, alors que l'aide internationale en faveur du régime communiste s'est tarie depuis l'essai nucléaire nord-coréen du 25 mai, d'autant plus que l'agence des Nations unies s'est vu ordonner par le pouvoir de réduire ses opérations, sans raison officielle particulière. Une famine avait frappé la Corée du Nord dans le milieu des années 1990 provoquant, selon des organisations humanitaires, la mort de quelque deux millions de personnes. Depuis, ce pays dépend de l'aide alimentaire, dont les flux sont régulièrement interrompus[9].

- Jeudi 2 juillet 2009 : Alors qu'une délégation américaine est à Pékin pour discuter de l'application d'une résolution de l'ONU adoptée après l'essai nucléaire de la Corée du Nord, cette dernière a tiré trois missiles sol-mer à courte portée au large de sa côte est, vers le Japon. Le premier ministre japonais Taro Aso a considéré ces tirs comme un « acte de provocation »[10].

- Samedi 4 juillet 2009 : La Corée du Nord a procédé à sept nouveaux tirs de missiles depuis sa côte orientale, alors que le Conseil de sécurité de l'ONU a interdit à la Corée du Nord de pareilles démonstrations de force. En ce 4 juillet, jour de la fête nationale américaine, cette nouvelle provocation semble viser principalement les États-Unis. Les missiles tirés étaient de type Scud, des engins à courte portée. Le ministère sud-coréen de la Défense a précisé qu'il s'agissait de missiles balistiques qui auraient parcouru plus de 400 kilomètres[11].

- Lundi 13 juillet 2009 : Le dictateur Kim Jong-Il (67 ans) souffrirait d'un cancer du pancréas et pourrait ne pas survivre au-delà de cinq ans[12].

### Septembre 2009
- Mercredi 23 septembre 2009, Nations unies : Devant la 64e assemblée générale, le président américain Barack Obama durcit le ton contre l'Iran et la Corée du Nord.

## Corée du Sud

### Janvier 2009
- Vendredi 2 janvier 2009 : Depuis le 26 décembre, le Parti démocrate (PD), principale formation d'opposition, occupe le parlement, bien décidé de tout faire pour empêcher le passage de ce qu'elle qualifie de « lois diaboliques de Myung-bak ». Cet ensemble de lois que le président conservateur Lee Myung-bak tente de faire voter, comprend : la ratification de l'accord de libre-échange avec les États-Unis, une loi autorisant les groupes de presse ou les conglomérats à contrôler des diffuseurs audiovisuels,  une loi interdisent aux manifestants de porter des masques pendant les rassemblements, une loi interdisant aux citoyens de recourir aux plaintes collectives et une loi prévoyant la prison ferme pour les internautes reconnus coupables de diffamation.
- Jeudi 8 janvier 2009 : Arrestation de l'internaute anonyme, baptisé Minerve, qui a fait au cours des derniers mois des commentaires économiques acérés et des prédictions dont certaines se sont avérées fondées. Surnommé le « président internaute de l'économie » et auteur d'une centaine d'articles critiques du gouvernement largement diffusés par les portails d'information, il est accusé de « propager de fausses nouvelles »[13]. Par ses capacités à diffuser les informations et à mobiliser l'opinion, la Toile est à l'origine d'une démocratie directe - un cyberpopulisme pour ses détracteurs - qui gêne le pouvoir.
- Vendredi 9 janvier 2009 : Onze diplômés d'universités, dont un docteur en physique, sont candidats à des postes de balayeur, un exemple qui reflète la dureté de la crise économique que traverse le pays. Le physicien de 36 ans au chômage et les dix autres diplômés font partie des 63 personnes qui ont posé leur candidature à cinq postes de balayeur du district de Gangseo. Le salaire moyen d'un balayeur de 33 millions de wons (25 000 dollars) est plus élevé que ce que peut espérer un diplômé d'université inexpérimenté travaillant dans une grande entreprise.
- Samedi 17 janvier 2009 : La Corée du Sud met ses troupes en alerte le long de la frontière avec la Corée du Nord, après que cette dernière a averti qu'elle adopterait « une attitude de confrontation générale » contre Séoul en cas d'intrusion de navires sud-coréens dans la zone disputée de la mer Jaune.

### Février 2009
- Mardi 3 février 2009 :
  - Le Fonds monétaire international révise en forte baisse sa prévision de croissance pour l'économie de la Corée du Sud passant de +2 % à -4 %. Elle devrait croître de 4,2 % en 2010.
  - La compagnie aérienne Korean Air annonce la commande de deux Airbus A380 supplémentaires pour une somme de 709,34 milliards de wons (400 millions d'euros) pour livraison en mai et juin 2014, ce qui portera sa commande totale du plus grand avion de transport de passagers au monde à 10 appareils.
- Mardi 17 février 2009 : Une bactérie dangereuse, l'entérobactérie sakazaki a été découverte par les  autorités vétérinaires dans un lot de 135 kilos de boîtes de lait en poudre pour bébés de la marque française Vitagermine. Cette bactérie peut être à l'origine de méningite et d'entérite.
- Jeudi 26 février 2009 : La compagnie aérienne Korean Air annonce le prochain achat de  six Airbus A330 pour un milliard de dollars (780 millions €).

### Mars 2009
- Mardi 24 mars 2009 :
  - Le ministère de la Stratégie et des Finances annonce l'adoption d'un budget supplémentaire de 20,9 milliards de dollars, pour tenter d'éviter au pays sa première récession depuis onze ans. Ce budget devrait permettre de sauver et créer des emplois, soutenir les petites entreprises, investir dans deux nouveaux moteurs de croissance et aider les pauvres et les chômeurs.
  - Projet d'accord de libre-échange avec l'Union européenne. Ce projet d'accord serait « le plus ambitieux » du genre, jamais signé par l'UE avec un partenaire extérieur.

### Mai 2009
- Samedi 23 mai 2009 : L'ancien président Roh Moo-hyun, président de la Corée du Sud de 2003 à 2008, meurt après avoir fait une chute dans la montagne, lors d'une randonnée. Sujet d'une enquête pour corruption. il était soupçonné d'avoir accepté plus de 6 millions de dollars d'un homme d'affaires, un fabricant de chaussures, pour sa femme et le mari d'une de ses nièces, alors qu'il était président. L'enquête montre qu'il s'est suicidé en sautant de la falaise, laissant derrière lui une brève lettre pour expliquer son geste[14].
- Mardi 27 mai 2009 : La Corée du Sud annonce sa décision de devenir membre à part de l'Initiative de sécurité anti-prolifération après que la Corée du Nord a procédé à un nouvel essai nucléaire et au lancement de plusieurs missiles. Jusqu'à présent la Corée du Sud avait un statut d'observateur au PSI.
- Mercredi 27 mai 2009 : La Corée du Nord menace la Corée du Sud d'une réponse militaire après l'adhésion de cette dernière, mardi, à l'Initiative de sécurité anti-prolifération et affirme n'être plus liée par l'armistice de 1953 ayant mis fin à la guerre de Corée : « Tout acte hostile envers notre république, notamment le fait de stopper ou de perquisitionner nos navires […] donnera lieu à une réponse militaire forte et immédiate […] Notre armée ne sera plus liée par l'accord d'armistice dans la mesure où les États-Unis ont fait entrer les pantins au sein du PSI […] la péninsule coréenne va revenir à un état de guerre »[4].

### Juin 2009
- Mardi 2 juin 2009 : La Corée du Sud a décidé de renforcer sa défense maritime dans un climat de tensions accrues avec la Corée du Nord qui semble préparer le lancement de missiles à moyenne et longue portée. Selon la marine, « le patrouilleur rapide lance-missile ultra-moderne Yoon Young Ha est en train d'être déployé dans la mer Jaune […] Comparé aux bâtiments nord-coréens, le Yoon Young-Ha dispose d'une puissance de feu écrasante » avertissant que la marine sud-coréenne « punira immédiatement » toute force nord-coréenne tentant des actes de provocation dans la zone.

### Juillet 2009
- Samedi 4 juillet 2009 : La compagnie pétrolière algérienne Sonatrach a attribué un contrat de rénovation d'une raffinerie à Samsung Engineering pour un montant de 2,6 milliards de dollars. Selon les termes du contrat, Samsung Engineering modernisera les installations de la raffinerie au cours des trois prochaines années.

- Jeudi 9 juillet 2009 : Une troisième vague de cyberattaques a visé des sites institutionnels sud-coréens.  Quelque 20.000 ordinateurs fantômes ont participé à cette cyberattaque. Parmi les cibles, la banque Kookmin, la plus importante du pays, et les sites du Parlement, des ministères de la Défense, des Affaires étrangères et celui des services secrets étaient également ralentis ou accessibles par intermittence. L'armée sud-coréenne a annoncé qu'elle allait, comme son allié américain, se doter d'un commandement militaire chargé de réagir aux agressions informatiques. Les services secrets sud-coréens (NIS) ont imputé mercredi les deux attaques précédentes à la Corée du Nord ou à des groupes de sympathisants[15].

- Mardi 22 juillet 2009 : Bagarre physique générale au parlement lors du vote d'une loi allégeant les restrictions pour les propriétaires de médias. Selon l'opposition, ces lois vont permettre aux journaux conservateurs et aux grandes entreprises de contrôler les chaînes de télévision et de restreindre la liberté de presse[16].

### Novembre 2009
- 19 novembre, visite du président américain Barack Obama.